# 11 بارثينوبي
بارثينوبي (أو 11 بارثينوبي وفق تسمية الكوكب الصغير) (بالإنجليزية: 11 Parthenope)‏ هو كويكب ضمن حزام الكويكبات.
اكتشف هذا الكويكب الفلكي الإيطالي أنيبال دي غاسباريس في الحادي عشر من مايو سنة 1850، وأسماه بارثينوبي على اسم واحدة من السيرينات وفق الأساطير الإغريقية، وهو الكويكب الحادي عشر من حيث ترتيب الاكتشاف.